# Verwitterung

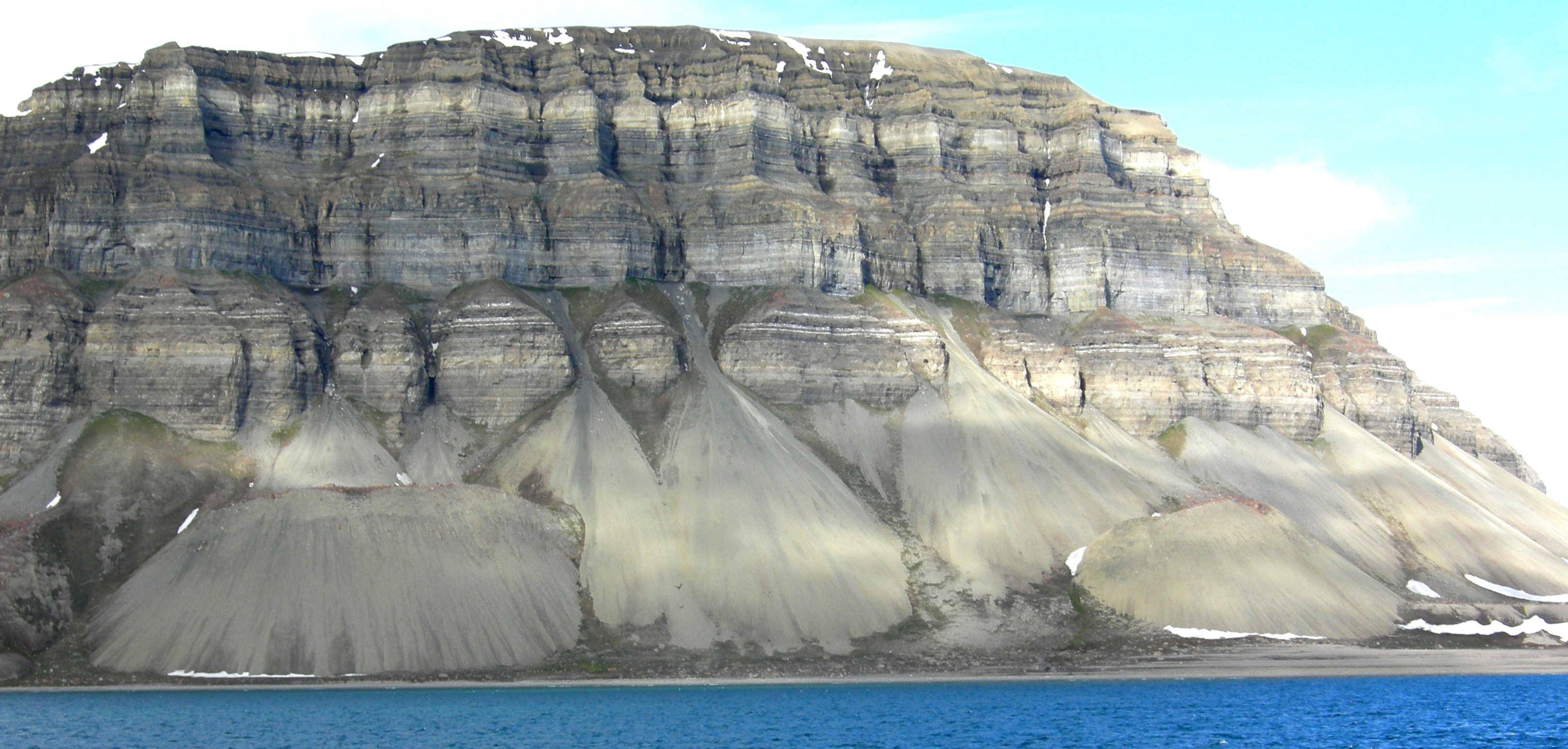
Physikalisch verwittertes Gestein erodiert und sammelt sich in Schuttkegeln am Steilufer des Isfjorden, Spitzbergen.

Verwitterung bezeichnet in den Geowissenschaften die natürliche Zersetzung von Gestein infolge dessen exponierter Lage an oder nahe der Erdoberfläche. Dabei spielen mehrere Prozesse zusammen, die eine physikalische Zerstörung und/oder die chemische Veränderung des Gesteins – abiotisch oder biotisch verursacht – herbeiführen. Je nach Art der Verwitterung bleiben die gesteinsbildenden Minerale erhalten (physikalische Verwitterung) oder werden aufgelöst oder umgewandelt (chemische Verwitterung).

## Einführung

### Allgemeines
Die Gestalt der Erdoberfläche wird sowohl von Prozessen innerhalb und unterhalb der Erdkruste geformt (endogene Faktoren) als auch von Prozessen, die an oder nahe der Oberfläche wirken und zu einem Großteil von den jeweils herrschenden klimatischen Bedingungen abhängen (exogene Faktoren). Die wichtigsten endogenen Faktoren sind Vulkanismus und Tektonik. Die Verwitterung gehört zusammen mit Erosion sowie Sedimenttransport und -ablagerung zu den exogenen Faktoren (siehe auch Kreislauf der Gesteine).
Die Verwitterung wirkt dabei nicht für sich alleine, sondern ist, insbesondere in hochgelegenem Gelände mit steilen Hängen, oft das erste Glied einer Kette exogener Prozesse. So sorgt eine hohe Reliefenergie dafür, dass Verwitterungsprodukte zügig erodiert und an einer Stelle mit geringerer Reliefenergie wieder als Sediment abgelagert werden. Ebenes Gelände kann zwar auch von Erosion betroffen sein (vgl. Rumpffläche), jedoch ist sie dort wesentlich weniger effektiv. Deshalb können dort die Produkte der Gesteinsverwitterung lockere Oberflächenschichten bilden, die als Regolith bezeichnet werden. Der Regolith geht zur Tiefe in das unveränderte Gestein über, das allgemein als anstehendes Gestein (kurz das Anstehende) bezeichnet wird. Die Bodenkunde spricht hierbei vom C-Horizont.
Bei den Verwitterungsprozessen wird üblicherweise grob unterschieden in:
- Physikalische Prozesse – zumeist die mechanische Schwächung oder Zerstörung des Gesteinsverbandes infolge einer Volumenzunahme von einzelnen Komponenten desselben, die verschiedene Ursachen haben kann.
- Chemische Prozesse – Zersetzung einzelner oder aller Komponenten des Gesteinsverbandes.
- Biogene Prozesse – gesteinsschwächende Auswirkungen der Aktivität von Lebewesen.

Eine scharfe Trennung zwischen diesen drei Verwitterungsformen, die jeweils weiter untergliedert werden können, ist nicht immer möglich. So ist die biogene Verwitterung durch Pflanzen teils physikalischer (Turgordruck), teils chemischer Natur (Ätzwirkung). Außerdem setzt die Wirksamkeit einer Verwitterungsform häufig andere vorher angreifende Verwitterungsformen voraus: Chemische Verwitterung ist effektiver in einem durch physikalische Prozesse (die allerdings auch endogen sein können) bereits stark zerrütteten Gesteinskörper. An von Gletschereis glatt polierten Gesteinsoberflächen zeigen sich hingegen auch nach Jahrtausenden oft keine nennenswerten Anzeichen chemischer Verwitterung.

### Synonyme und Begriffsabgrenzung
Nicht nur natürlich anstehende Gesteine sind Verwitterungsprozessen unterworfen, sondern auch Bau- und Kunstwerke aus Naturstein. In letztgenanntem Fall wird auch populär von Steinfraß gesprochen.
Allgemeinsprachlich wird unter „Verwittern“ die natürliche Zersetzung von Materialien, die dem direkten Einfluss der Witterung ausgesetzt sind, verstanden. Dies betrifft neben Gestein auch organische Materialien wie Holz sowie metallische Werkstoffe, Glas, Keramik und Kunststoffe. Bei organischen Materialien fällt diese Form der „Verwitterung“ unter den Oberbegriff Verrottung, bei Metallen, Glas, Keramik und Kunststoffen unter den Oberbegriff Korrosion. Bei Glas ist die sprachliche Nähe der Glaskorrosion zur Verwitterung besonders offensichtlich, da die aus sekundären Korrosionsprodukten bestehenden Krusten auf umweltgeschädigten Gläsern, beispielsweise bei gotischen Buntglasfenstern, von den Restauratoren als Wetterstein bezeichnet werden.
Verrottung und Gesteinsverwitterung sind die wichtigsten Prozesse der Bodenbildung.

## Physikalische Verwitterung

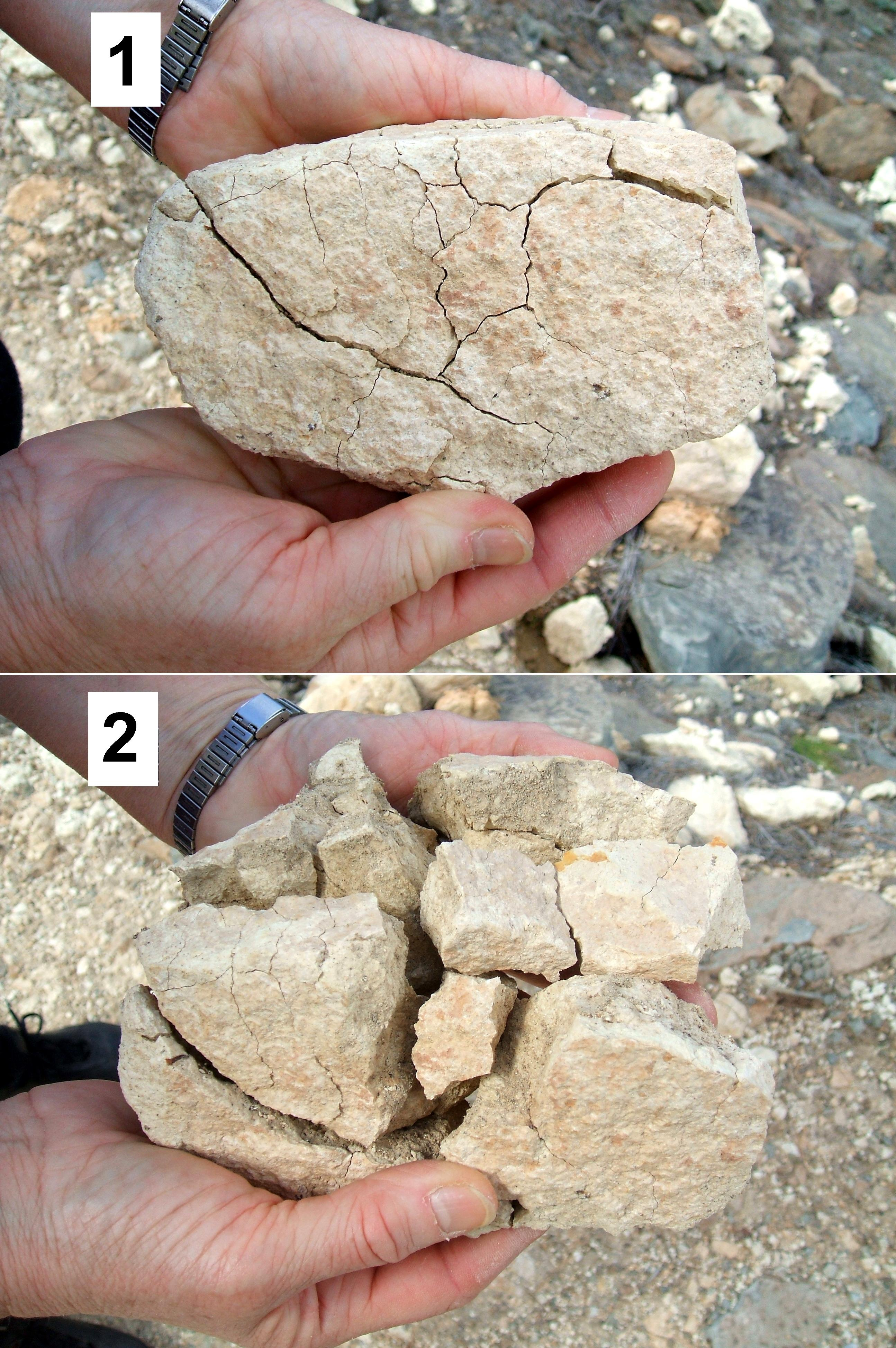
Ein durch physikalische Verwitterung mürbe gewordener Stein: 1 wie vorgefunden, 2 nach leichtem Drücken

Physikalische Verwitterung (auch physische oder mechanische Verwitterung) ist ein breiter Begriff, der mehrere recht verschiedene physikalische Prozesse einschließt. Ihre Gemeinsamkeit besteht darin, dass sie alle das harte, massive anstehende Gestein in Fragmente zerlegen, deren Größe von großen Blöcken bis zu feinem Sand und Schluff reichen kann. Da dies auch durch die reibende und zermalmende Wirkung der Arbeit von Flüssen, Wellen und Strömungen, Wind und Gletschereis passiert, werden auch diese Prozesse bisweilen der physikalischen Verwitterung zugeordnet. Weil es sich dabei aber um externe mechanische Einwirkungen handelt, sollte dabei eher von Erosion statt von Verwitterung gesprochen werden.

### Frostverwitterung

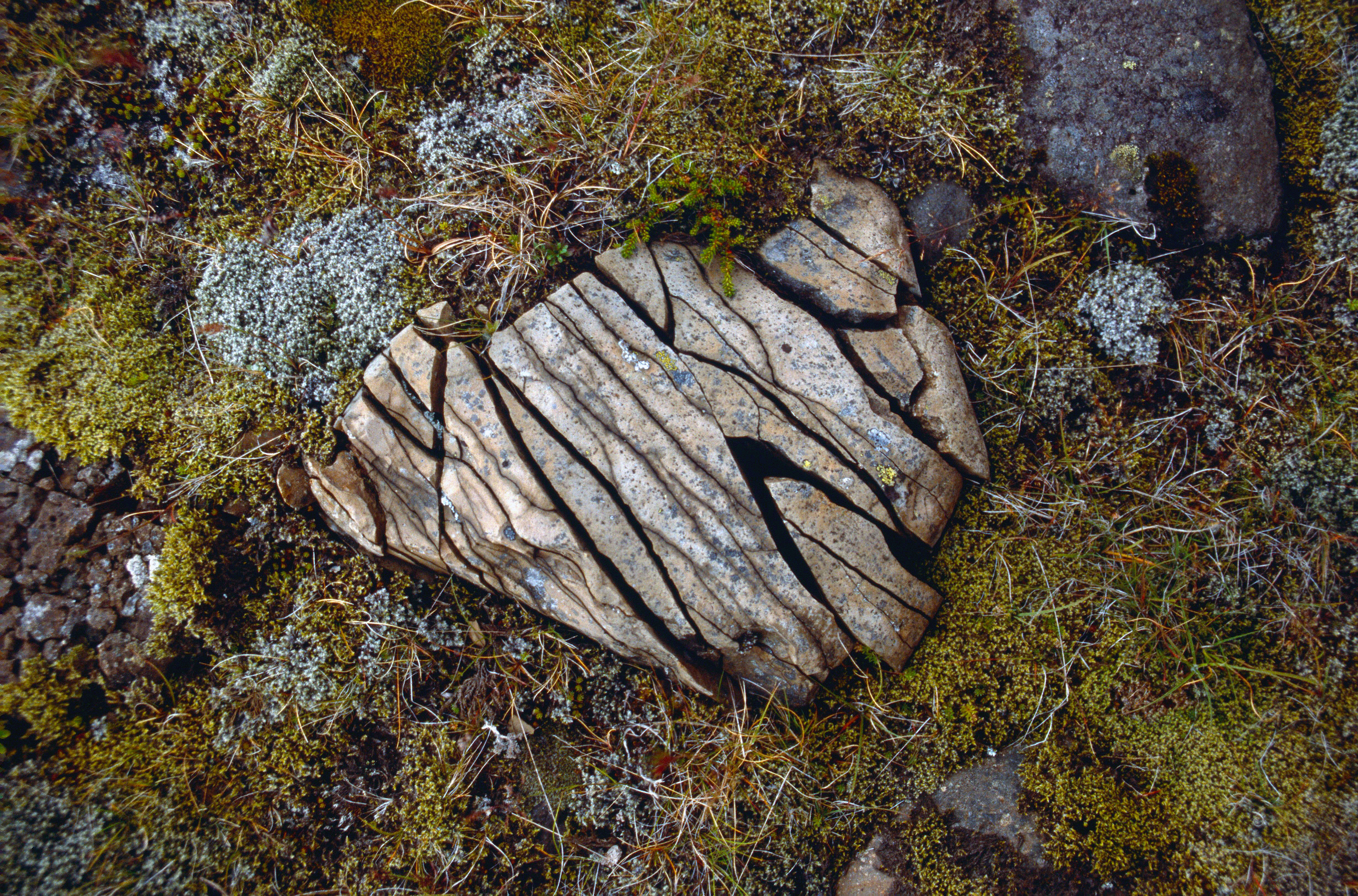
Ein durch Frostsprengung fragmentierter Stein im südlichen Island

Die Frostverwitterung (auch Frostsprengung) wird durch die Volumenausdehnung gefrierenden, im Poren- und Kluftraum befindlichen Wassers hervorgerufen und gehört zu den wichtigsten Prozessen der physikalischen Verwitterung. Entsprechend ist ihr Auftreten auf Gebiete mit kalten Wintern beschränkt, d. h., auf höhere geographische Breiten (Polargebiete und kaltgemäßigtes Klima) sowie die nivale Höhenstufe in Gebirgsregionen.
Bei der Frostsprengung kann ein Druck von über 200 MPa auftreten. Bei −5 °C beträgt der Druck 50 MPa. Bei −22 °C ist mit 211,5 MPa das Druckmaximum erreicht. Dabei kommt es zu einer Volumenzunahme von bis zu 9 %. Bei noch höherem Druck geht das Eis in eine andere, weniger Raum beanspruchende Form über.
Nahezu überall ist das anstehende Gestein von Spalten durchzogen, den sogenannten Klüften. Erstarrungsgesteine sind nur selten frei von Klüften, durch die das Wasser ins Innere des Gesteins gelangen kann (Spaltenfrost). In Sedimentgesteinen bilden die Schichtflächen eine natürliche Serie von Ebenen relativ geringer Widerständigkeit im Gestein; die Schichtflächen und die Klüfte kreuzen sich im rechten Winkel zueinander. Vergleichsweise geringe Kräfte genügen, um von Klüften und Schichtflächen begrenzte Blöcke aus dem anstehenden Gesteinsverband zu trennen, während viel mehr Kraft vonnöten ist, um im festen anstehenden Gestein neue, frische Spalten zu erzeugen. Der Prozess der Abtrennung von Blöcken aus dem Anstehenden heißt Blockzerfall.
Wenn grobkörniges Erstarrungsgestein durch chemische Zersetzung geschwächt wird, kann Wasser längs der Grenzflächen zwischen den Mineralkörnern in das Gestein eindringen; hier kann das Wasser gefrieren und durch den starken Druck der dabei auftretenden Volumenvergrößerung die Mineralkörner voneinander trennen. Dieser Prozess wird körniger Zerfall genannt. Das dabei entstehende Produkt ist ein Feinkies oder grober Sand, in dem jedes Korn aus einem einzelnen Mineralpartikel besteht, das von seinen Nachbarn längs der ursprünglichen Kristall- oder Korngrenze getrennt worden ist.
Frostsprengung kann auch in Baustoffen auftreten, die beispielsweise durch eindiffundierte Feuchte mit nachfolgender Kondensation durch Abkühlung unter den Taupunkt, vernässt worden sind.
Die Wirkung der Frostverwitterung ist in allen Klimaten zu beobachten, die eine winterliche Jahreszeit mit vielen Frostwechseln besitzen. Wo das anstehende Gestein an Felsen und Berggipfeln entblößt ist, werden Blöcke durch Wasser, das in den Klüften gefriert, von Gestein abgetrennt. Unter besonders günstigen Bedingungen, wie sie an hohen Berggipfeln und in der arktischen Tundra vorkommen, sammeln sich große, kantige Gesteinsbrocken in einer Schuttschicht an, die das darunterliegende anstehende Gestein völlig zudeckt. Der Name Felsenmeer bezeichnet solche ausgedehnten Decken aus groben Gesteinsblöcken.
Von Felswänden im Hochgebirge trennt die Frostverwitterung Gesteinsfragmente ab, die zum Fuß der Wand hinunterfallen. Wo die Produktion dieses Schutts mit einer hohen Rate geschieht, sammeln sich die Fragmente am Fuß der Felswände zu Schutthalden an. Frostverwitterung ist ein vorherrschender Prozess in der arktischen Tundra und ein Faktor in der Entwicklung einer großen Vielzahl verschiedener dort vorkommender Bodenstrukturen und Landformen.

### Salzverwitterung

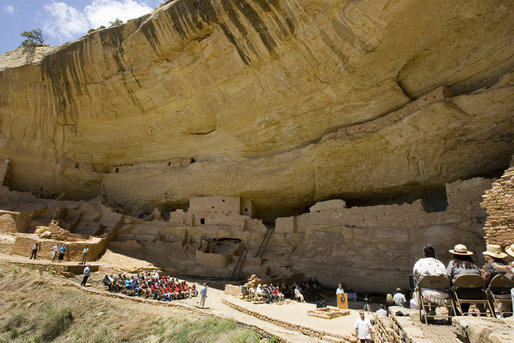
Felsnische im Mesa-Verde-Nationalpark, Colorado, USA

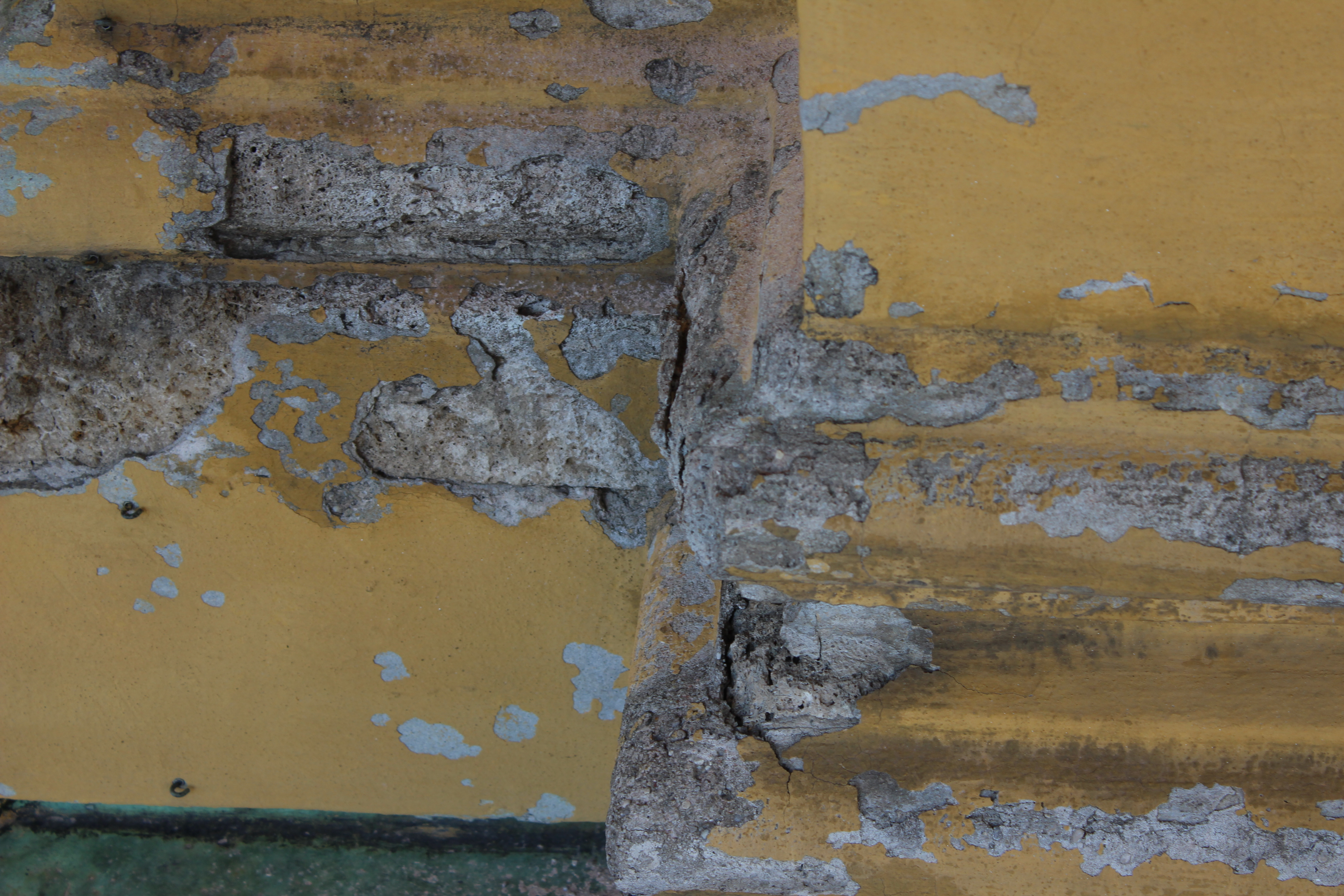
Salzfraß an der Theatinerkirche in München

Der Wirkung der Frostverwitterung durch wachsende Eiskristalle sehr ähnlich ist der Effekt des Wachstums von Salzkristallen in Spalten und Poren von Gestein. Dieser Salzsprengung genannte Prozess ist besonders in trockenen Klimaten weit verbreitet. Grundwasser und Porenwasser enthalten gelöste Mineralsalze. In feuchtem porösem Material verdunstet salzhaltiges Porenwasser bereits in den nahe der Oberfläche gelegenen Kapillaren. Sobald durch Entzug des Wassers eine Übersättigung eintritt, bilden sich in diesem Bereich Salzkristalle.
Wenn in porösem Gestein beständig salzhaltiges Kapillarwasser nachgeführt wird, kann der Wachstums- oder auch Kristallisationsdruck der Kristalle den körnigen Zerfall der äußeren Gesteinsschale bewirken. Das Auskristallisieren aus übersättigten Lösungen erzeugt eine Druckwirkung von 13 MPa, und das Wachstum der Salzkristalle von 4 MPa. Denselben Prozess kann man auch an Gebäuden beobachten. Streusalz, das im Winter auf Straßen ausgestreut wird, dringt mit dem Spritzwasser in den Sockelbereich ein und kristallisiert dort aus. In schlecht abgedichteten Kellern dringt Bodenfeuchte durch das Mauerwerk und verdunstet an der Oberfläche. Salze aus dem Boden oder dem Mauerwerk selber führen zu Schäden insbesondere an kapillaren und weniger druckfesten Baustoffen wie Sandstein, niedrig gebrannten Mauerziegeln sowie Putz- und Mauermörteln.
Die Salzverwitterung ist allgemein typisch für Regionen mit aridem Klima, da die hohen Verdunstungsraten und die geringen Niederschlagsmengen die Konzentration und Ausfällung von Salzen im Porenraum des Gesteins begünstigen. In längeren Trockenperioden wird Wasser aus dem Inneren des Gesteins durch Kapillarkräfte an die Oberfläche gezogen. Unabhängig vom Klima tritt diese Form der Verwitterung vor allem an Felswänden oder am Ufersaum der Meeresküste auf, wo salziges Meerwasser im porösen Gestein aufsteigt und dort verdunstet. 
Im Gebirge sickert Regenwasser durch durchlässige Gesteinsschichten und nimmt dabei Salze auf. Wenn das Sickerwasser auf dichtere Schichten (Tonschiefer zum Beispiel) trifft, verteilt es sich horizontal und verdunstet an der Oberfläche von tiefer gelegenen Hängen oder Felswänden.    
Sandsteinfelswände sind für Gesteinszerfall durch Salzsprengung besonders anfällig, siehe Abri. Bei andauernder Verdunstung von einsickerndem Wassers kristallisieren die mitgeführten Salze in den oberflächennahen Poren des Sandsteins. Der Druck der wachsenden Salzkristalle zermürbt den Stein, so dass Wind und Regenwasser die Oberfläche abtragen können.

Teilweise bilden sich Nischen oder flache Halbhöhlen wie sie in Deutschland vom Elbsandsteingebirge bekannt sind (Boofen). In den Felsnischensiedlungen (englisch: cliff dwellings) der südwestlichen USA (etwa im Mesa-Verde-Nationalpark) wurden solche Nischen von den ursprünglichen Einwohnern mit Steinmauern geschlossen und als Wohnungen genutzt.

### Hydrationsverwitterung
Unter Hydrationsverwitterung versteht man die Sprengung des ursprünglichen Gesteinsgefüges infolge der Volumenzunahme von Mineralkörnern durch die Einlagerung von Wassermolekülen in das Kristallgitter der entsprechenden Minerale (Hydratation oder Hydration). Die Hydrationsverwitterung darf nicht verwechselt werden mit der Hydrolyse, bei der die Minerale durch chemische Reaktionen mit Wasser-Ionen umgewandelt werden (chemische Verwitterung).

### Rostverwitterung
Rostverwitterung (auch Rostsprengung) kommt nur bei Gesteinen vor, die (nicht-oxische) Eisenerzminerale enthalten. Entsprechende Mineralkörner erfahren bei Kontakt mit meteorischem Wasser eine Volumenzunahme durch Oxidation und damit der Bildung von Eisenoxiden, -hydroxiden, -oxidhydroxiden und -oxidhydraten. Die Volumenzunahme sprengt das ursprüngliche Gesteinsgefüge, wobei die Sprengwirkung sehr ausgedehnte Bereiche eines Gesteinskörpers betreffen kann. In gebirgigen Gegenden kann es infolge von Rostsprengung zu schweren Steinschlägen und auch Lawinen kommen. Rostsprengung zerstört auch häufig steinerne Kulturgüter, da in früheren Zeiten häufig Eisendübel und Eisenanker bei der Installation in Bauwerken eingesetzt wurden.

### Quelldruckverwitterung
Durch quellfähige Tonminerale kommt es beim Wechsel zwischen Durchfeuchtung und Trocknung zu Volumenschwankungen, die den Gesteinsverband zerstören können.

### Druckentlastungsverwitterung
Ein eigentümlicher, weitverbreiteter Prozess, der mit der physikalischen Verwitterung verwandt ist, entsteht durch Druckentlastung: die Reaktion des Gesteins auf die Verminderung vorher vorhandener, den Gesteinskörper einengender Druckkräfte, wenn überlagernde Gesteinsmassen abgetragen werden.
Gesteine, die in großer Tiefe unter der Erdoberfläche gebildet wurden (besonders Erstarrungs- und metamorphe Gesteine), befinden sich in einem komprimierten Zustand wegen der Last des sie überlagernden Gesteins. Wenn diese Gesteine an die Oberfläche gelangen, dehnen sie sich etwas aus; dabei brechen Gesteinsschalen von der darunter befindlichen Gesteinsmasse los. Dieser Vorgang wird auch Exfoliation genannt. Die Trennflächen zwischen den Schalen bilden ein System von Spalten, die als Druckentlastungsklüfte bezeichnet werden.
Diese Kluftstruktur tritt vornehmlich in massiven, vorher kluftarmen Gesteinen wie Granit auf. In bereits engständig geklüfteten Gesteine würden die Expansion lediglich zu einer Erweiterung der vorhandenen Klüfte führen.
Die Gesteinsschalen, die von der Druckentlastung erzeugt werden, liegen oft parallel zur Geländeoberfläche und sind dann zu den Talsohlen hin geneigt. An Granitküsten sind die Schalen seewärts geneigt. Die Druckentlastungsklüftung ist oft in Steinbrüchen zu beobachten, wo sie den Abbau der Gesteinsblöcke erleichtert.
Wo sich die Druckentlastungsklüfte über dem Gipfelbereich eines einzelnen großen, massiven Gesteinskörpers entwickelt haben, entsteht eine Exfoliationskuppe (englisch: exfoliation dome). Diese Kuppen gehören zu den größten Landformen, die hauptsächlich durch Verwitterung erzeugt worden sind. In der Region des Yosemite Valley in Kalifornien, wo solche Kuppen eindrucksvoll das Landschaftsbild prägen, besitzen einzelne Gesteinsschalen Dicken von sechs bis 15 Metern.
Andere Arten von großen, glatten Felskuppeln ohne solchen Schalenbau sind keine echten Exfoliationskuppen, sondern entstanden durch den körnigen Zerfall der Oberfläche einer einheitlichen Masse eines harten, grobkörnigen intrusiven Erstarrungsgesteins, dem Klüfte fehlen. Beispiele sind der Zuckerhut von Rio de Janeiro und Stone Mountain in Georgia (USA). Diese glatten Bergkuppen ragen in auffälliger Weise über ihrer Umgebung aus weniger widerständigem Gestein auf.

### Thermische Verwitterung
Die thermische Verwitterung (Insolationsverwitterung) zählt zu den physikalischen Verwitterungsarten, wird aber meist als spezielle Kategorie geführt. Sie wird in festen Materialien durch räumliche und zeitliche Temperaturunterschiede und dadurch verursachte Volumenänderungen hervorgerufen. Diese können
- natürliche Ursachen haben (Sonnenstrahlung, Wind, Frost, Strahlungswetter, Temperaturerhöhung im Erdinnern und Ähnliches) oder
- auf technische Maßnahmen zurückgehen (Reibung, Alterung/Korrosion, Radioaktivität, Heizung und andere)

## Chemische Verwitterung
Unter der chemischen Verwitterung wird die Gesamtheit all jener Prozesse verstanden, die zur chemischen Veränderung oder vollständigen Lösung von Gesteinen unter dem Einfluss von Niederschlägen und oberflächennahem Grundwasser bzw. Bodenwasser führen. Dabei ändern sich mit dem Mineralbestand meist auch die physikalischen Eigenschaften des Gesteins. Durch das Wasser werden Elemente oder Verbindungen aus den Mineralen gelöst (bis hin zur vollständigen Auflösung) oder im Wasser bereits gelöste Elemente oder Verbindungen in die Minerale neu eingebaut. Weil chemische Verwitterung an Wasser gebunden ist, spielt sie nur in Regionen mit humidem Klima eine bedeutende Rolle. In Regionen mit großem Wasserüberschuss werden die aus dem Gestein gelösten Stoffe oft in Fließgewässern abgeführt und gelangen so letztlich ins Meer.

### Lösungsverwitterung
Die Lösungsverwitterung ist die Lösung von Gesteinen, die vorwiegend aus Mineralen bestehen, die in reinem Wasser löslich sind, z. B. Gips (CaSO4 · 2H2O), Halit (NaCl) oder Sylvin (KCl). Diese Gesteine sind daher in humidem Klima nur selten auf natürliche Weise aufgeschlossen, da sie meist bereits unterhalb der Geländeoberfläche aufgelöst werden. Spezielle Verwitterungserscheinungen der Lösungsverwitterung sind der Salzspiegel und der Gipshut im Dachbereich von Salzstöcken.
Da Lösung traditionell zur Chemie gezählt wird, ordnet man die Lösungsverwitterung der chemischen Verwitterung zu. Da sie aber prinzipiell reversibel ist und die chemische Zusammensetzung des Gesteins nicht verändert wird, sondern lediglich die Kristallstruktur zerstört wird, kann sie auch als physikalische Verwitterungsart aufgefasst werden.

### Kohlensäureverwitterung

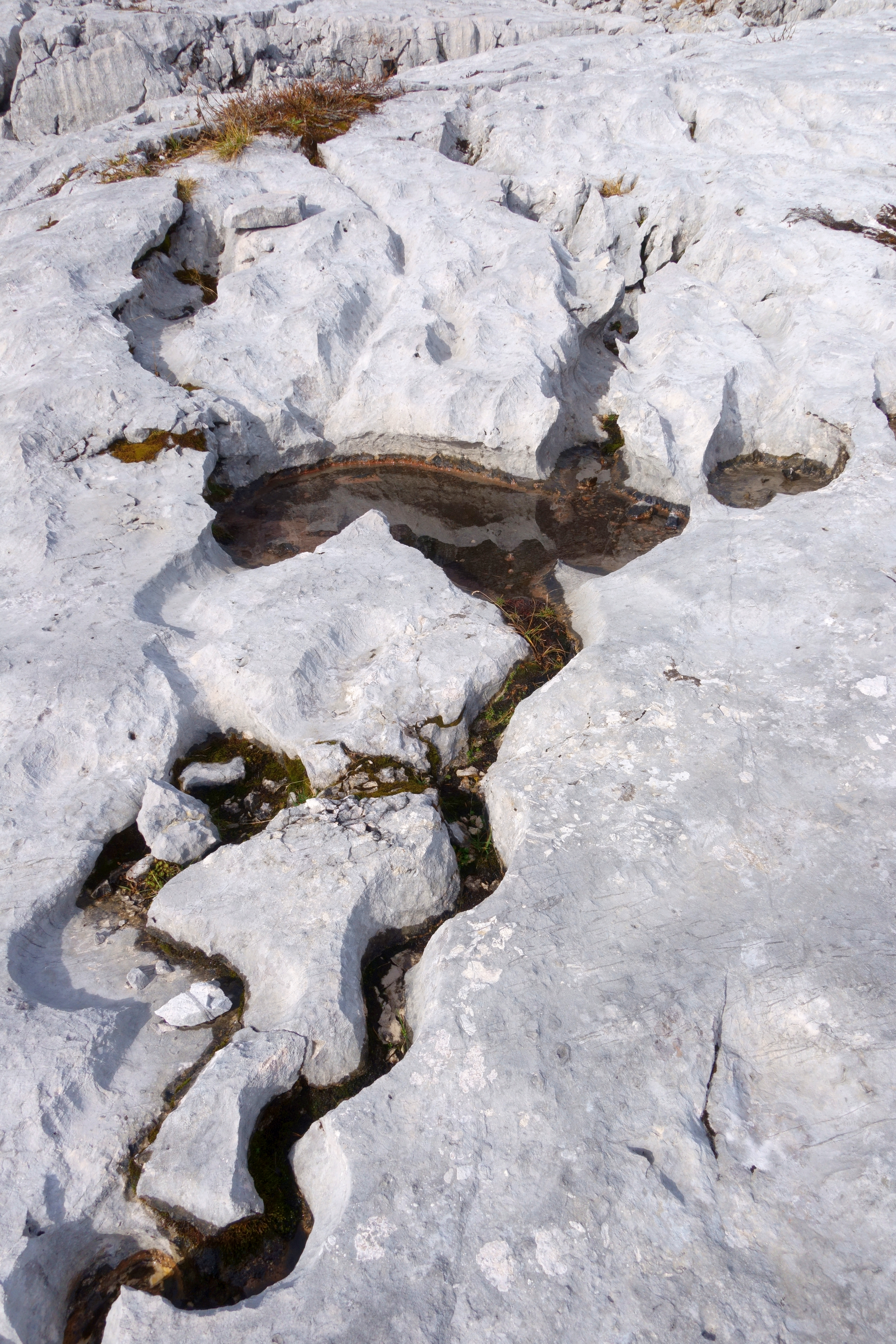
Karrenstrukturen wie Kamenitzas und Mäanderkarren entstehen durch Kohlensäureverwitterung, Totes Gebirge (Nördliche Kalkalpen), Österreich

Calciumcarbonat (CaCO3, Calcit, Aragonit) ist nur sehr schlecht in reinem Wasser löslich. Verbindet sich das Wasser jedoch mit Kohlenstoffdioxid (CO2) aus der Luft,
{\displaystyle \mathrm {H_{2}O+CO_{2}\rightleftharpoons H_{2}CO_{3}} },
bildet sich Kohlensäure. Sie wandelt das Carbonat nach der Reaktionsgleichung
{\displaystyle \mathrm {CaCO_{3}+H_{2}CO_{3}\rightleftharpoons Ca(HCO_{3})_{2}} }
in Calciumhydrogencarbonat um, das in Wasser stets vollständig gelöst vorliegt. Dieser Vorgang wird Carbonatisierung genannt, weil ein Salz der Kohlensäure noch einmal mit Kohlensäure reagiert. Aus dem gleichen Grund wird Hydrogencarbonat auch als Bi- oder Doppelcarbonat bezeichnet. CO2 kann in stärkerer Konzentration auch von Bodenlebewesen oder aus der Zersetzung organischer Substanzen stammen (siehe auch chemisch-biotische Verwitterung).
Die Reaktion der Kohlensäure mit Karbonatgesteinen (Kalkstein, Dolomit, Karbonatit, Marmor) erzeugt in kleinem Maßstab viele interessante Oberflächenformen. Die Oberfläche entblößten Kalksteins ist typischerweise mit einem komplexen Muster von Pfannen, Rillen, Furchen und anderen Vertiefungen überzogen. An einigen Stellen erreichen sie das Ausmaß tiefer Furchen und hoher, wandartiger Gesteinsrippen, die von Mensch und Tier nicht mehr in normaler Weise überquert werden können. So entstehen in Gebieten, deren Oberflächengeologie von Kalkstein dominiert wird, bizarre Karstlandschaften. Die Auflösung von Carbonatgestein ist jedoch nicht auf die Geländeoberfläche beschränkt, sondern erfolgt auch unter der Erde durch versickertes (kohlensaures) Oberflächenwasser. Dies führt zur Bildung ausgedehnter Höhlen und Höhlensysteme und nachfolgend von Dolinen und Poljen. Die chemische Stabilität des Calciumhydrogencarbonats ist jedoch abhängig von Druck und Temperatur. Erwärmt sich die Lösung oder erfährt eine Druckentlastung, so verschiebt sich das chemische Reaktionsgleichgewicht zuungunsten von Kohlensäure und Calciumhydrogencarbonat. Im Zuge dessen zerfällt das Hydrogencarbonat unter Abgabe von CO2, und Calciumcarbonat fällt aus. Auf diese Weise entstehen u. a. Quellkalke und Tropfsteine in Kalksteinhöhlen.
Die Wirkung der Kohlensäure ist ein dominierender Faktor für die Denudation in Kalksteingebieten mit feuchtem Klima, nicht zuletzt wegen der dort intensiven biotischen CO2-bildenden Prozesse. In feuchtem Klima sind Kalksteine daher relativ verwitterungsanfällig und können große Talzonen und andere Bereiche niedrigen Geländes bilden, während benachbarte Rücken und Plateaus aus Gestein bestehen, das unter den herrschenden Bedingungen widerstandsfähiger gegen Verwitterung ist. Die Untersuchung eines in Kalkstein eingeschnittenen Tals in Pennsylvania ergab, dass die Landoberfläche allein durch die Wirkung der Kohlensäure im Durchschnitt um 30 cm in 10.000 Jahren tiefergelegt worden ist.
Das Umgekehrte trifft auf Trockenklimate zu. Dort ist der Einfluss der Kohlensäureverwitterung wegen der Abwesenheit flüssigen Wassers und der damit zusammenhängenden geringeren biotischen Aktivität sehr viel geringer, und Kalkstein und Dolomit bilden hohe Rücken und Plateaus. Zum Beispiel sind die Ränder des Grand Canyon und die angrenzenden Plateaus von Dolomitschichten unterlagert. Sandsteinschichten aus Quarzkörnern, die durch Calciumcarbonat miteinander verkittet wurden (sogenannte karbonatzementierte Sandsteine) verwittern in einem Trockenklima ebenfalls relativ langsam.
Eine weitere für Kohlensäureverwitterung anfällige Calciumverbindung ist das in der Natur eher seltene Calciumhydroxid (Ca(OH)2, Portlandit). Es verwittert nach der Reaktionsgleichung
{\displaystyle \mathrm {Ca(OH)_{2}+H_{2}CO_{3}\ \rightarrow \ CaCO_{3}+2\;H_{2}O} }
zu Calciumcarbonat, das nachfolgend weiter verwittert. Calciumhydroxid ist als Löschkalk allerdings ein bedeutender Bestandteil von Beton. Bei Stahlbeton begünstigt die ebenfalls als Carbonatisierung bezeichnete Reaktion von Kohlensäure mit Calciumhydroxid, bei der jedoch Calciumcarbonat erzeugt statt zersetzt wird, die Korrosion der Bewehrung, woraus schwerwiegenden Bauschäden resultieren können.
Neben Calciumcarbonat und Calyciumhydroxid können beispielsweise auch die silikatischen Minerale der Olivingruppe, die Bestandteil vieler vulkanischer Gesteine sind, nach der Reaktionsgleichung
{\displaystyle \mathrm {Mg_{2}SiO_{4}+2\;H_{2}O+4\;CO_{2}\longrightarrow 2\;Mg(HCO_{3})_{2}+SiO_{2}} }
fast vollständig aufgelöst werden, wobei vorstehende Gleichung einen mehrphasigen Prozess mit mehreren Einzelreaktionen zusammenfasst.
In den feuchten Klimaten der niederen Breiten wird so mafisches Gestein, insbesondere Basalt, intensiv von größtenteils biogenen Bodensäuren angegriffen. Im Zusammenspiel mit chemischer Verwitterung durch Hydrolyse (siehe unten) entstehen Landformen, die als sogenannter Silikatkarst dem Karbonatkarst sehr ähnlich sind. Die Effekte der chemischen Verwitterung von Basalt zeigen sich beispielsweise in den eindrucksvollen Furchen, Felsrippen und -türmen an den Hängen tiefer Bergnischen in Teilen der Hawaii-Inseln.

### Schwefelsäureverwitterung

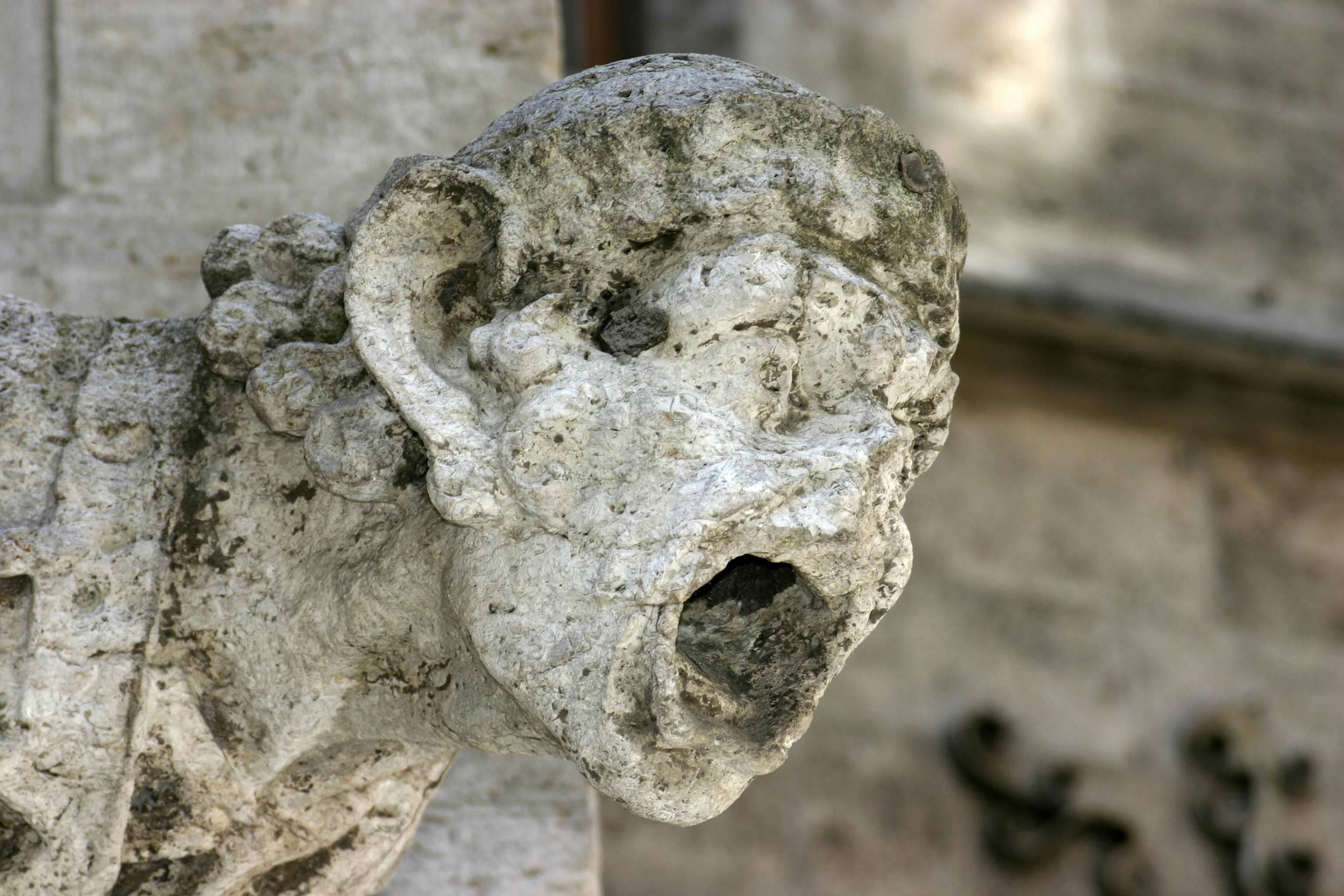
Saurer Regen greift Kalkstein an und wandelt diesen in Gips um. Skulpturen verlieren infolgedessen ihre Konturenschärfe.

Auch diese Verwitterungsform betrifft hauptsächlich Gesteine mit größeren Anteilen an Calciumcarbonat (Kalkstein, Kalksandstein, Marmor). Saurer Regen enthält infolge der Aufnahme von Schwefeldioxid (SO2) und Schwefeltrioxid (SO3) aus höheren Luftschichten geringe Mengen schwefliger Säure (H2SO3) bzw. Schwefelsäure (H2SO4). Beide Schwefeloxide entstammen überwiegend menschgemachten und vulkanischen Emissionen. Bestimmte Bakterien können den Anteil der Schwefelsäure im Regenwasser nach dessen Auftreffen auf Böden oder anderen Oberflächen erhöhen, indem sie darin enthaltene schweflige Säure oxidieren.
Bei Kontakt von Karbonatgesteinen mit saurem Regen verdrängt die Schwefelsäure die schwächere Kohlensäure aus deren Calciumsalz. Aus Calciumcarbonat (Calcit) entsteht Calciumsulfat (Gips) und Kohlendioxid (CO2):
{\displaystyle \mathrm {CaCO_{3}+H_{2}SO_{4}+H_{2}O\longrightarrow CaSO_{4}\cdot 2\;H_{2}O+CO_{2}} } .
Die Wasserlöslichkeit von Gips ist wesentlich besser als die von Calcit, und das Gestein wittert deshalb nach der Vergipsung schneller ab.
Da sie CO2 erzeugt anstatt dass, wie bei der Kohlensäureverwitterung und der anschließenden biogenen Fällung von Calciumcarbonat in den Meeren, atmosphärisches CO2 gebunden wird, kann die Schwefelsäureverwitterung den Kohlenstoffkreislauf beeinflussen. Damit kommt der Reduktion menschgemachter Schwefeloxidemissionen eine gewisse Relevanz in der Debatte um wirksame Maßnahmen gegen die globalen Erwärmung zu, denn zumindest regional trägt Schwefelsäureverwitterung heute in erheblichem Maße zur natürlichen Karbonatverwitterung bei.
In urbanen Gebieten sorgt die Schwefelsäureverwitterung für eine beschleunigte Alterung und Zerstörung von historischen Gebäudefassaden, Denkmälern und dergleichen. So verlieren Marmorskulpturen als erstes sichtbares Anzeichen den typischen Glanz ihrer polierten Oberfläche. Nachfolgend büßen sie ihre Konturenschärfe ein und können im Extremfall die gesamte bildhauerisch bearbeitete Oberfläche verlieren. Da Gips hygroskopisch ist, können im Regen enthaltene Rußpartikel in die vergipste Oberfläche eingebunden werden – sogenannte Schwarzkrusten entstehen. Diese sind dichter als der Marmor und vermindern die Wasserdampfdiffusionsfähigkeit des Gesteins. Es entstehen dann parallel zur Oberfläche verlaufende Schadzonen und irgendwann platzt die Schwarzkruste großflächig ab – auch dabei geht die bildhauerisch bearbeitete Oberfläche verloren. Wegen des schwefelsauren Regens sind mittlerweile die meisten Marmorskulpturen in Museen verlagert und durch Abgüsse aus Material ersetzt worden, das gegen sauren Regen unempfindlich ist.

### Hydrolyse
Bei der Hydrolyse (hydrolytische Verwitterung) werden die Ionen im Kristallgitter bestimmter Minerale an H+- und OH−-Ionen, die in Wasser durch Autoprotolyse permanent entstehen, gebunden, wodurch das Ionengitter zerfällt. Die Hydrolyse ist ein wichtiger Prozess der Bodenbildung, denn sie bildet die Initialreaktion der Umwandlung häufiger Silikatminerale (z. B. Feldspäte und Glimmer) in Tonminerale (z. B. Illit, Kaolinit, Montmorillonit, Smectit). So zerfällt beispielsweise Kalifeldspat nach der Reaktionsgleichung
{\displaystyle \mathrm {KAlSi_{3}O_{8}+H^{+}\ +OH^{-}\longrightarrow HAlSi_{3}O_{8}+KOH} }
in alumosilizische Säure und Kaliumhydroxid. Letztgenanntes wird durch Reaktion mit Kohlensäure in Kaliumcarbonat („Pottasche“, K2CO3) überführt und, da es gut wasserlöslich ist, mit dem Kluft-, Poren- oder Oberflächenwasser aus dem Gestein abgeführt. Die alumosilizische Säure reagiert mit Wasser nach der Reaktionsgleichung
{\displaystyle \mathrm {2\;HAlSi_{3}O_{8}+9\;H_{2}O\longrightarrow Al_{2}Si_{2}O_{5}(OH)_{4}+4\;H_{4}SiO_{4}} }
zu Kaolinit und Orthokieselsäure. Letztgenannte ist wiederum löslich und wird abgeführt. Ändert sich jedoch unterwegs das chemische Milieu, kann aus dieser Verwitterungslösung SiO2 ausfallen und bildet dann Chalcedonkrusten (Silcretes).
Allgemein gilt: je feuchter das Klima, je höher die Temperatur und je geringer der pH-Wert, desto intensiver ist die Hydrolyse. In den warmen und feuchten Klimaten der tropischen und subtropischen Zone werden magmatische Gesteine und metamorphe Gesteine durch Hydrolyse und Oxidation oft bis zu Tiefen von 100 Metern verwittert. Geologen, die solche Tiefenverwitterung des Gesteins zuerst in den südlichen Appalachen untersuchten, nannten diese Verwitterungsschicht Saprolith (wörtlich „verfaultes Gestein“). Für den Bauingenieur bedeutet tiefgründig verwittertes Gestein ein Risiko beim Bau von Autobahnen, Dämmen oder anderen schwerlastigen Bauwerken. Zwar ist Saprolith weich und kann ohne viel Sprengarbeit von Baggern bewegt werden, jedoch besteht die Gefahr, dass das Material unter schwerer Belastung nachgibt, da es wegen seines hohen Gehalts quellfähiger Tonminerale unerwünschte plastische Eigenschaften besitzt.

## Biotische Verwitterung

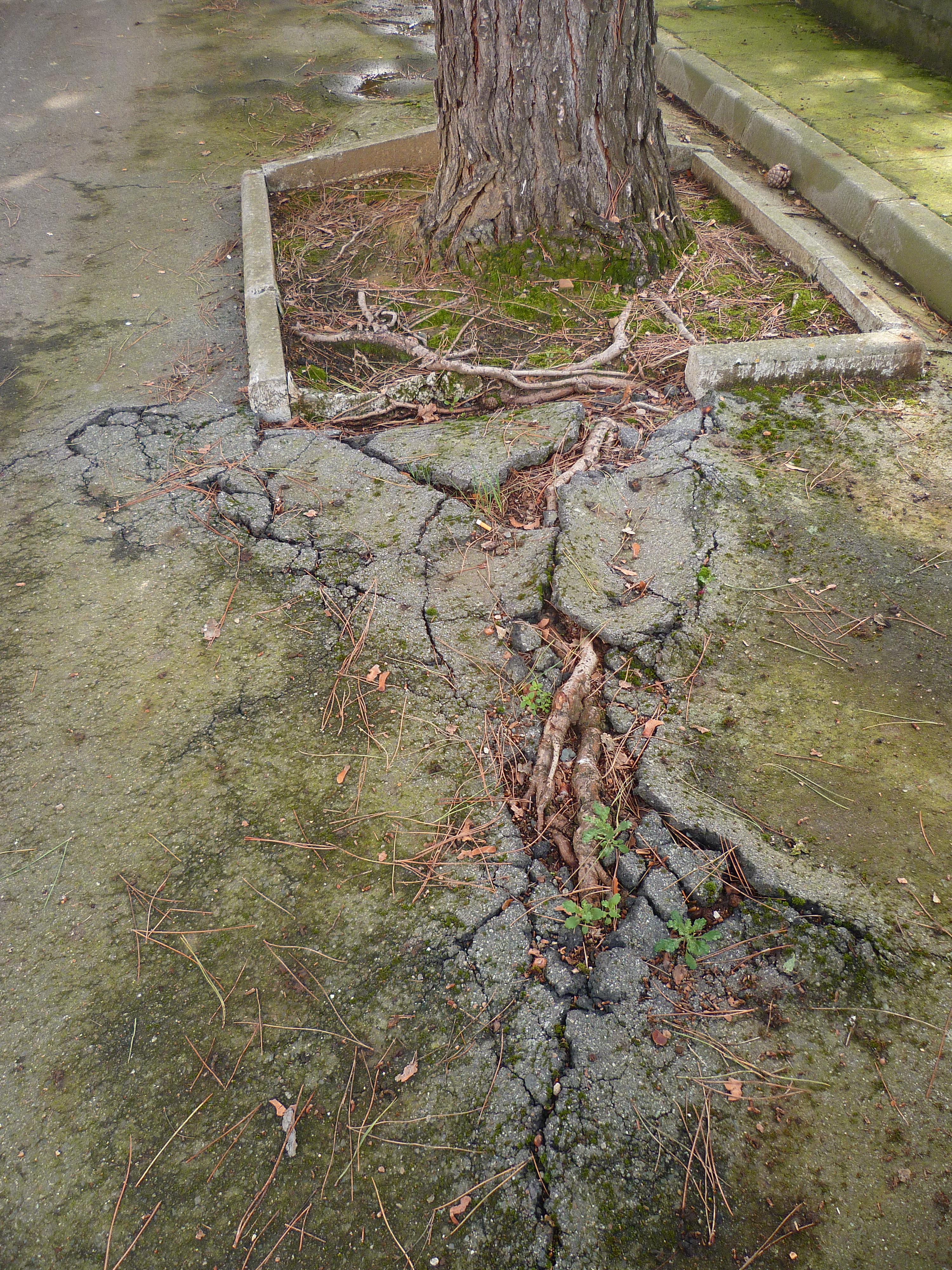
Durch Baumwurzeln aufgebrochener Straßenasphalt

Unter biotischer Verwitterung (auch biologische oder biogene Verwitterung genannt) versteht man Verwitterung durch den Einfluss lebender Organismen sowie ihrer Ausscheidungs- bzw. Zersetzungsprodukte. Diese Wirkungen können physikalischer Natur sein (Beispiel: Wurzelsprengung) oder in einer chemischen Einwirkung bestehen. Biotische und abiotische Verwitterung ist dabei in manchen Fällen schwer abzugrenzen. Die biotischen Verwitterungsvorgänge werden in der Literatur mitunter auch in den Kategorien der physikalischen bzw. chemischen Verwitterung eingeordnet.

### Mechanisch-biotische Verwitterung
Mechanisch-biotische Verwitterung ist hauptsächlich die Wurzelsprengung. In Klüfte des Gesteins und in winzige Spalten zwischen Mineralkörnern hineinwachsende Pflanzenwurzeln üben durch ihr Dickenwachstum eine Kraft aus, deren Tendenz es ist, diese Öffnungen zu erweitern. Man sieht gelegentlich Bäume, deren unterer Stamm und deren Wurzeln fest in einer Kluft des massiven Gesteins eingekeilt sind. Es bleibt im Einzelfall offen, ob der Baum es tatsächlich geschafft hat, die Gesteinsblöcke zu beiden Seiten der Kluft weiter auseinanderzutreiben, oder ob er lediglich den bereits vorhandenen Raum der Spalte ausgefüllt hat. In jedem Fall sicher ist jedoch, dass der Druck, den das Wachstum winziger Wurzeln in Haarrissen des Gesteins ausübt, unzählige kleine Gesteinsschuppen und Körner lockert. Anheben und Zerbrechen von Beton-Gehwegplatten durch das Wachstum von Wurzeln naher Bäume ist ein allgemein bekannter Beweis für den wirksamen Beitrag von Pflanzen zur mechanischen Verwitterung.

### Chemisch-biotische Verwitterung
Chemisch-biotische Verwitterung wird durch Mikroorganismen, Pflanzen und Tiere verursacht, und gehört zu jenen Phänomenen, die unter dem Begriff Biokorrosion zusammengefasst werden. Beispielsweise greifen die von Pflanzenwurzeln abgesonderten organischen Säuren Minerale an und zerlegen das Gestein dadurch in einzelne Bestandteile. Der aus mikrobiell teilweise abgebauten Resten abgestorbener Pflanzen und Tieren bestehende Humus enthält einen großen Anteil an Huminsäuren, die gesteinszerstörend wirken. Durch mikrobielle Säurebildung, Oxidationen und Reduktionen kann es zur Auflösung von Mineralen kommen.
Die Wirkung der Kohlensäure wird in vielen Fällen durch die Wirkung einfacher organischer Säuren verstärkt. Sie entstehen bei der mikrobiellen Zersetzung von abgestorbener organischer Substanz oder werden von den Wurzeln lebender Pflanzen abgegeben. Sie gehen mit Metallen, vor allem Eisen (Fe), Aluminium (Al) und Magnesium (Mg), sehr stabile, zum Teil wasserlösliche, zum Teil wasserunlösliche Verbindungen ein, so genannte metallorganische Komplexe (Chelatkomplexe, Chelate). Diese Chelatbildung ist eine wichtige Verwitterungsreaktion. Das Wort „Chelat“ bedeutet „ähnlich einer Krebsschere“ und bezieht sich auf die sehr enge Bindung, die organische Moleküle mit Metall-Kationen eingehen.
Im Falle der löslichen Komplexe werden diese im Bodenprofil mit der Sickerwasserbewegung verlagert und dem Verwitterungsmechanismus entzogen. Chelatisierende Stoffe, die vor allem bei mikrobiellen Abbauprozessen freigesetzt werden, sind unter anderem Citronensäure, Weinsäure und Salicylsäure.
Des Weiteren können Mikroorganismen und die Atmung der Pflanzenwurzeln durch Kohlenstoffdioxid-Bildung den Kohlensäuregehalt im Boden erhöhen und dadurch Lösungsvorgänge beschleunigen. Anaerobe Bakterien bewirken teilweise Reduktionsprozesse, indem sie bestimmte Stoffe als Elektronenakzeptoren für ihren Energiestoffwechsel verwenden und dadurch wasserlöslich machen, beispielsweise durch die Reduktion von Eisen von der dreiwertigen zur zweiwertigen Form. Verbindungen des zweiwertigen Eisens sind in Wasser wesentlich leichter löslich als die des dreiwertigen, weshalb Eisen relativ leicht durch mikrobielle Reduktion mobilisiert und verlagert werden kann.

## Spezielle Verwitterungserscheinungen

### Wollsackverwitterung

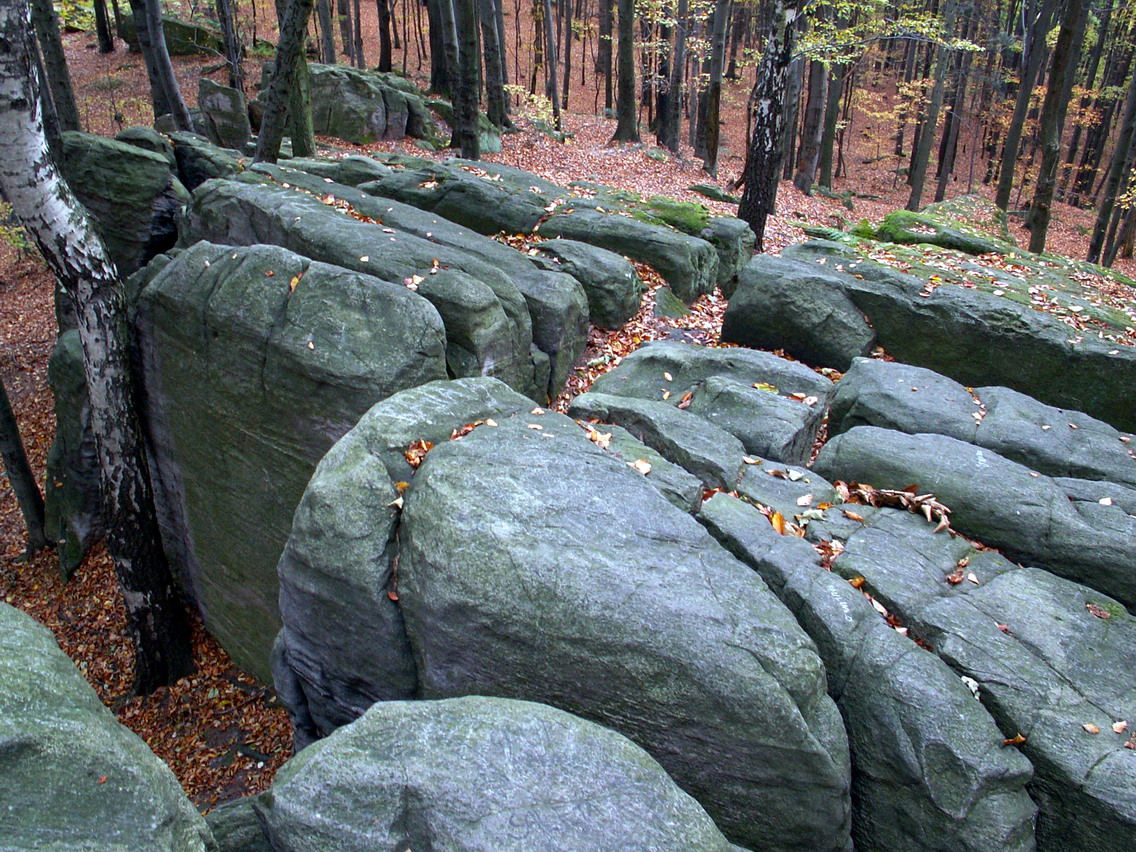
Durch Wollsackverwitterung geformte paläozoische Sandsteine im Świętokrzyski-Nationalpark, Heiligkreuzgebirge, Polen

Als Wollsackverwitterung wird die durch verschiedene Verwitterungsprozesse erfolgende Ausbildung typischer Formen im anstehenden Gestein bezeichnet. Dabei bildet sich zunächst ein annähernd rechtwinkliges Kluftnetz im Gestein, was auf physikalische Verwitterung zurückgehen kann, sich aber bei magmatischen Gesteinen auch durch Volumenabnahme beim Erkalten ausbilden kann. Wasser dringt in den Klüften ins Gestein vor und setzt chemische Verwitterungsprozesse (z. B. die Hydrolyse von Feldspäten) in Gang. Von den Klüften her rückt die Zersetzung in das Gestein vor, was an Ecken und Kanten besonders schnell geht, da dort das Verhältnis von Angriffsfläche zu Gesteinsvolumen am größten ist. Bei Exponierung an der Oberfläche wird das von der Verwitterung angegriffene Gestein bevorzugt erodiert, was den bis dahin noch unverwitterten, freiliegenden Kernen der Blöcke eine gerundete, wollsackähnliche Form gibt.

### Vergrusung
Durch Hydrolyse der Feldspäte und Glimmer oder durch Temperaturverwitterung zerfällt das Gesteinsgefüge granitischer Gesteine (Granit, Granodiorit) in einzelne Mineralkörner. Dieses von der Korngröße her sandig bis feinkiesige Material wird Grus genannt und der entsprechende Vorgang heißt Vergrusung oder Abgrusung. Vergrusung geht oft mit Wollsackverwitterung einher.

### Alveolarverwitterung

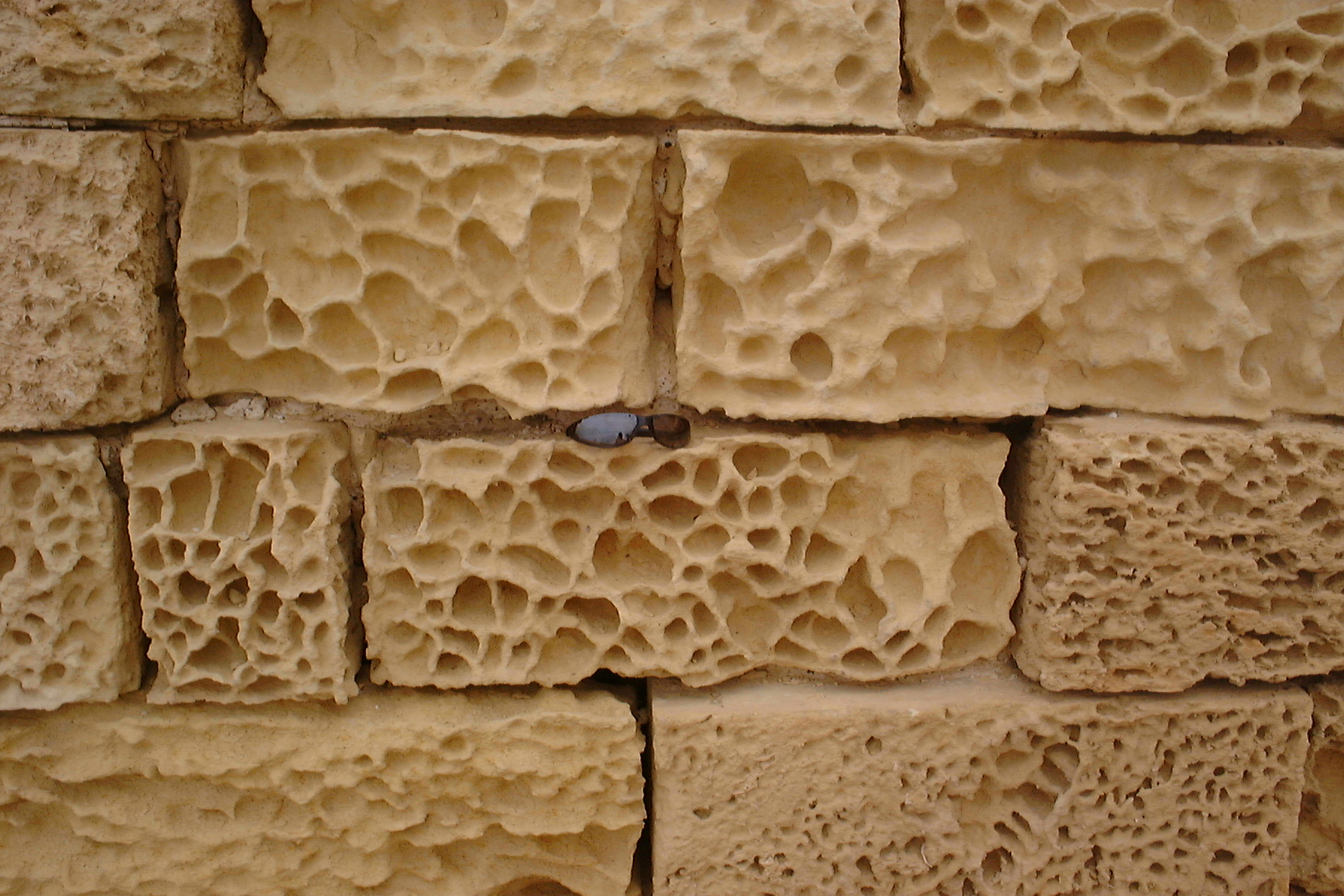
Tafoni an einer Mauer auf Gozo, Malta

Die Mechanismen hinter der Alveolarverwitterung sind nicht genau geklärt. Vermutlich entsteht sie, abhängig von den vor Ort herrschenden Bedingungen, durch verschiedene Verwitterungsarten (Salzverwitterung, Kohlensäureverwitterung) im Zusammenspiel mit Erosion durch Wind und Wasser. Betroffen sind in erster Linie Sandsteine. Die dabei entstehenden wabenartigen Gebilde werden als Tafoni bezeichnet.